# David Carson
David Carson (* 1948) je britský filmový a televizní režisér. Natočil řadu epizod televizních seriálů jako Z archivu Sherlocka Holmese, Smallville, Doogie Howser, M.D., Právo v Los Angeles, Mírová bojiště, Beverly Hills 90210, Zapadákov, Karen Sisco, One Tree Hill, The Trials of Rosie O'Neill, Sestry, Witchblade, Birds of Prey, Doktoři z L. A., Detektiv Nash Bridges či Dresden. Dále režíroval např. televizní filmy Příběh Johna Lennona, Carrie nebo Nora Roberts: Posedlost ohněm.
Jako režisér se podílel i na tvorbě Star Treku. Natočil čtyři epizody seriálu Star Trek: Nová generace (1989: „Nepřítel“, 1990: „Enterprise včerejška“, 1991: „Usmíření (2. část)“, 1992: „Další fáze“) a pět epizod seriálu Star Trek: Stanice Deep Space Nine (1993: „Poslání“ (pilotní dvojepizoda), „Daxová“, „Postupujte k domovu“, 1994: „Rub a líc“). Režíroval také sedmý celovečerní film na motivy těchto příběhů Star Trek: Generace (1994).
Je ženatý s anglickou herečkou Kim Bradenovou (hrála mj. i ve Star Treku: Generacích), se kterou má dvě děti.